# SK Kountsevo
Le SK Kountsevo est un club de handball russe qui se situe à Kountsevo, un ancien village intégré à la municipalité de Moscou en 1960.

## Palmarès
- Championnat d'URSS (3): 1965-66, 1966-67, 1968-69.

## Personnalités liées au club
- Vladimir Belov, vice-champion olympique en 1980 et champion du monde en 1982 y a effectué toute sa carrière.
- Anatoli Fedioukine, joueur dans les années 1970
- Denis Krivochlikov, joueur formé au club à partir de 1982.